# Рабенштайн-ан-дер-Пилах
Рабенштайн-ан-дер-Пилах (нем. Rabenstein an der Pielach) — ярмарочная коммуна (нем. Marktgemeinde) в Австрии, в федеральной земле Нижняя Австрия.
Входит в состав округа Санкт-Пёльтен. Занимает площадь 36,25 км².

## Фотографии

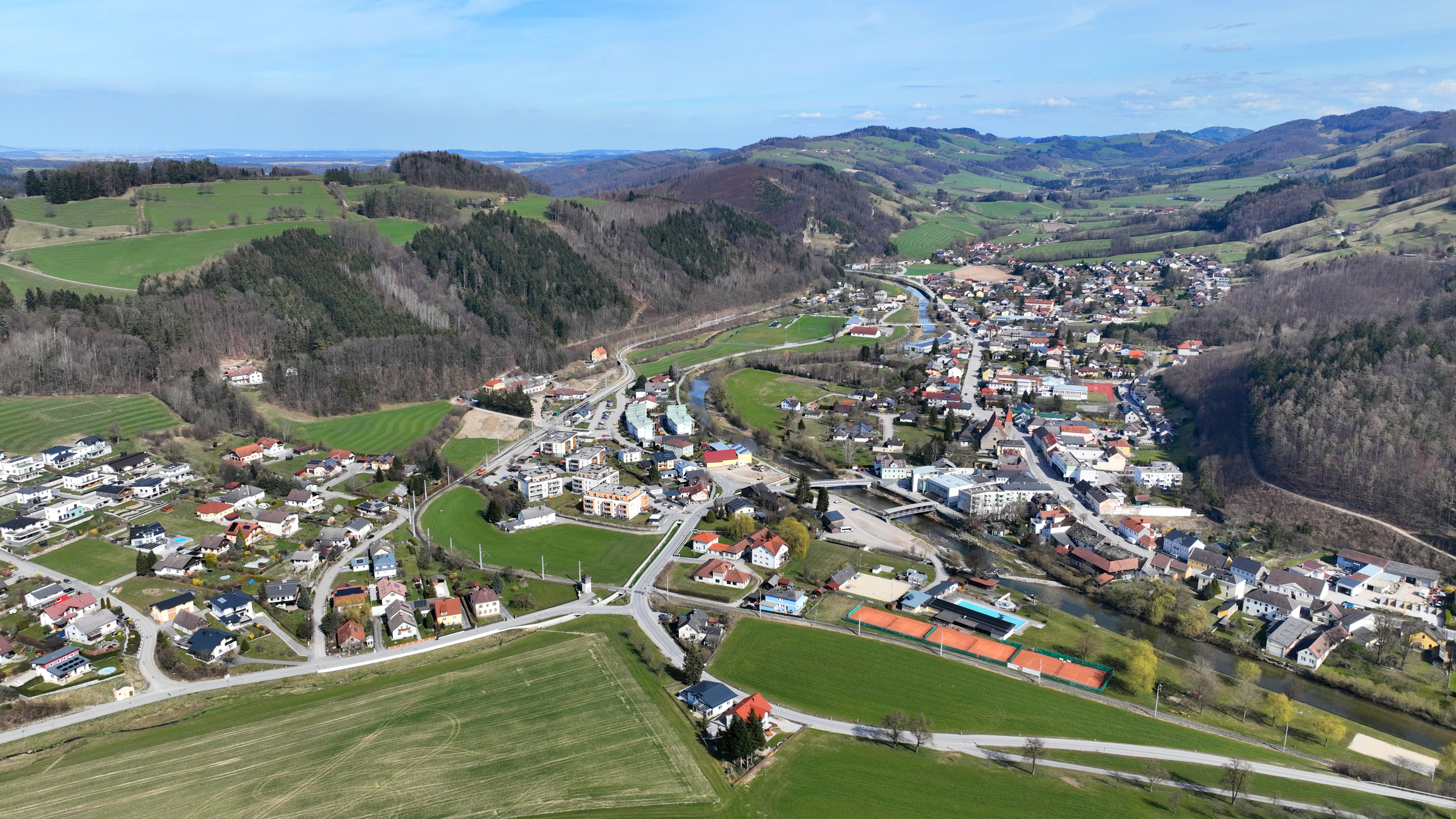
юго-западный вид на Рабенштейн-ан-дер-Пилах
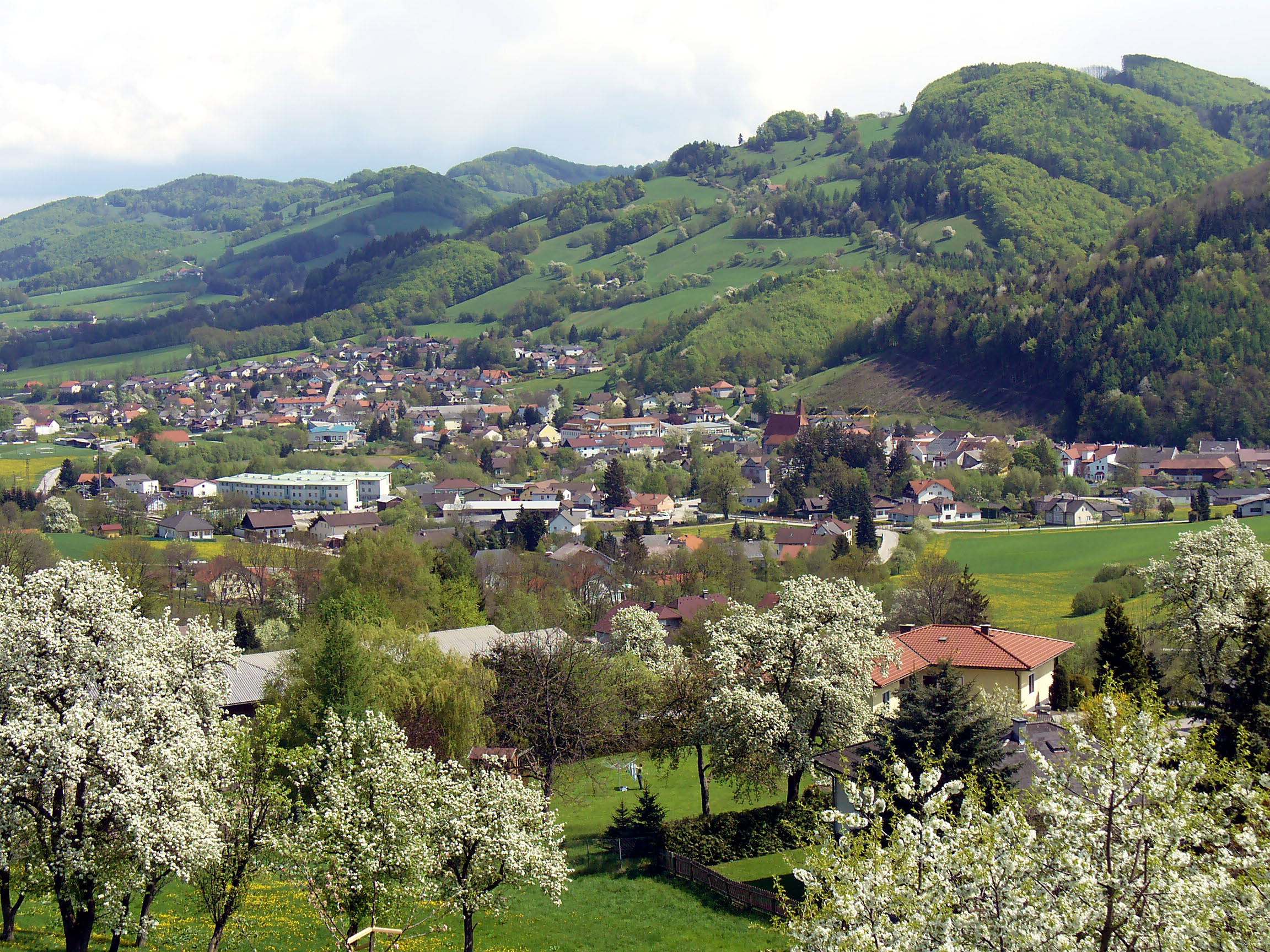
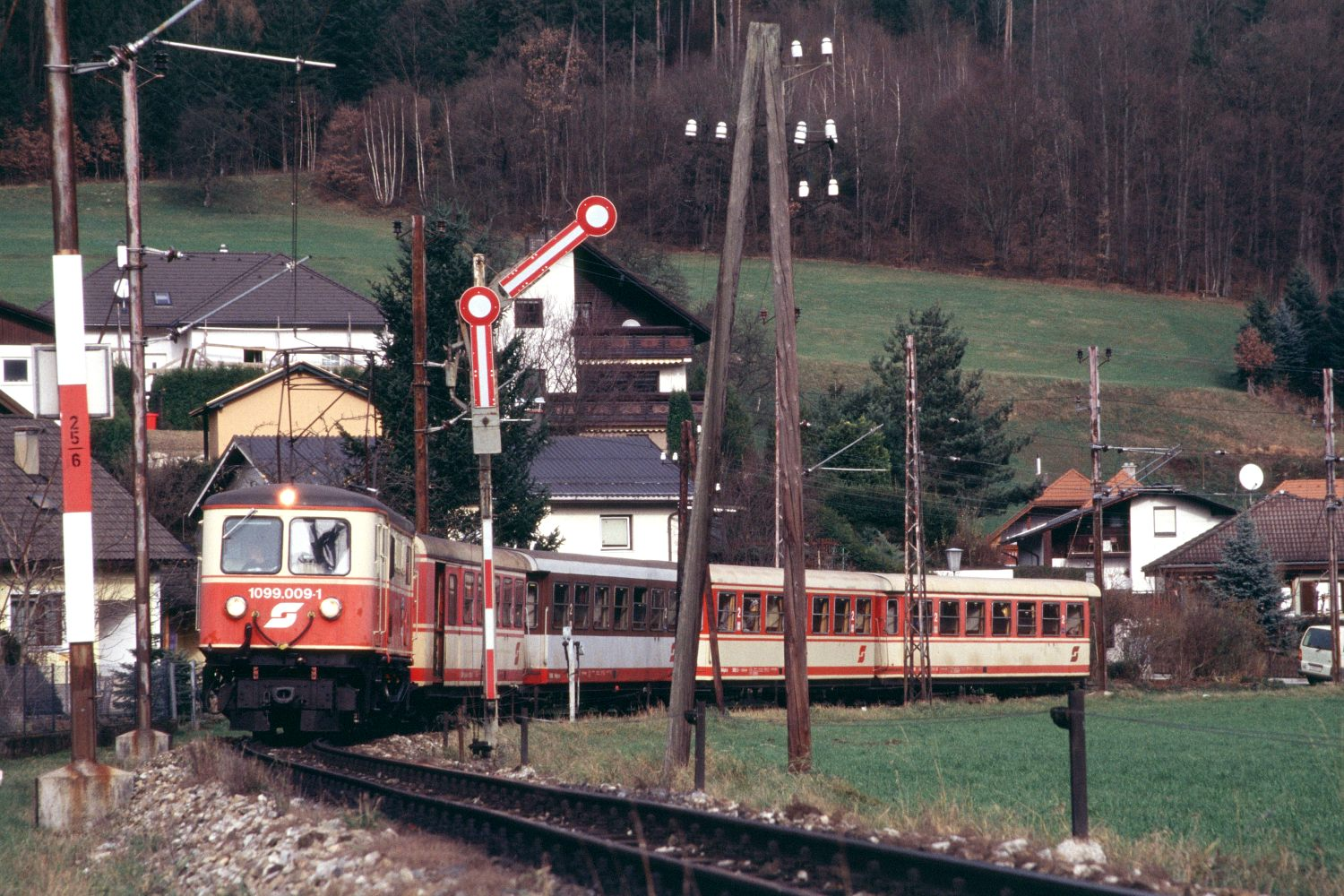
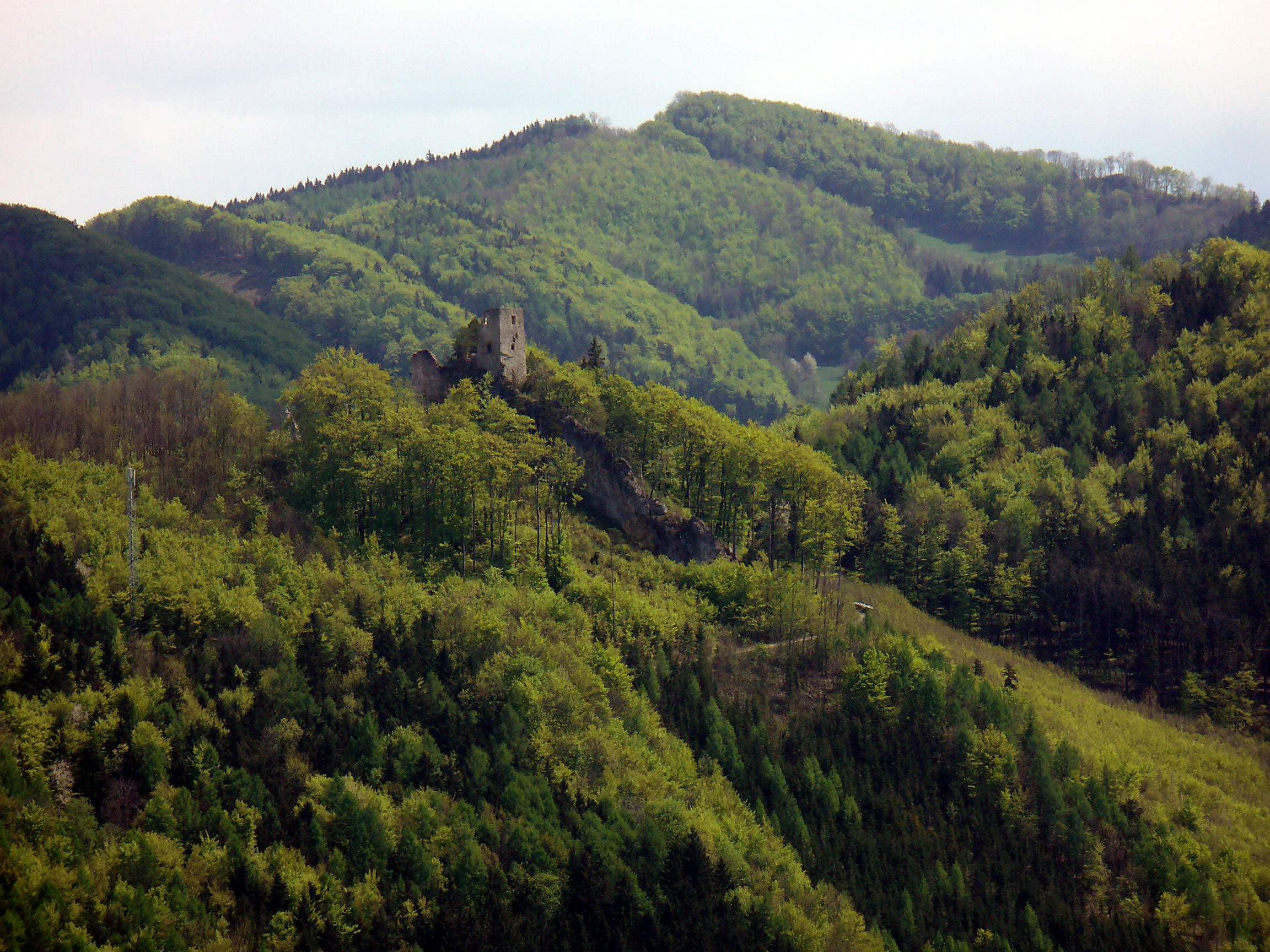

## Политическая ситуация
Бургомистр коммуны — Курт Виттман (АНП) по результатам выборов 2005 года.
Совет представителей коммуны (нем. Gemeinderat) состоит из 21 места.
- Партия RVP занимает 13 мест.
- СДПА занимает 7 мест.
- АПС занимает 1 место.